# FACC AG
FACC AG er en østrigsk producent af komponenter til luftfartsindustrien, der har hovedkvarter i Ried im Innkreis, Oberösterreich. Virksomheden blev etableret 16. oktober 1989. Der er 2.919 ansatte.
Produkter inkluderer letvægtskomponenter til vinger og hale, komponenter til motorer og naceller, kabineinteriør, vedligehold, reparation og udvikling.
FACC har fire fabrikker i Østrig: I Ried im Innkreis, to i St. Martin im Innkreis og en i Reichersberg. De har yderligere fabrikker i 17 andre lande og ansatte i 42 lande.